# Tréglonou
Tréglonou (bret. Treglonoù) – miejscowość i gmina we Francji, w regionie Bretania, w departamencie Finistère.
Według danych na rok 1990 gminę zamieszkiwały 494 osoby, a gęstość zaludnienia wynosiła 84 osoby/km² (wśród 1269 gmin Bretanii Tréglonou plasuje się na 835. miejscu pod względem liczby ludności, natomiast pod względem powierzchni na miejscu 994.).